# Marmaris
Marmaris è una città della Turchia, situata nella provincia di Muğla della regione dell'Egeo.
Località balneare, è molto frequentata nella stagione estiva sebbene il clima consenta di recarvisi in tutte le stagioni, dato che anche in inverno le temperature sono molto miti e non scendono al di sotto dei 14-16 gradi centigradi.
Nella cittadina è presente un ampio bazar turco, con centinaia di negozi. Famoso il porto, anche per la presenza di cantieri navali specializzati nella fabbricazione di caicchi, come al porto di Bodrum.

## Geografia
Marmaris si trova sul Mar Egeo, nella penisola di Bozburun. A nord della città si trova il Golfo di Gökova, a sud il Mar Mediterraneo. A ovest della città si trova la penisola di Datça, che forma anch'essa una contea/distretto. A est si trova il distretto di Köyceğiz con l'omonimo lago e a nord-est il distretto di Ula. Nei dintorni si trovano centri turistici come Bodrum o Fethiye. A otto chilometri a ovest di Marmaris si trova İçmeler, originariamente una piccola città che negli ultimi 20 anni si è trasformata in una nota meta turistica L'intera linea di spiaggia è stata costruita con alberghi. C'è un collegamento in barca con Turunç e buoni collegamenti con Marmaris con il dolmuş.

## Storia
La data esatta della fondazione di Marmaris non è nota. Le prime fonti risalgono al VI secolo a.C. e chiamano la città con il suo antico nome Physkos. Il primo insediamento risale ai Cari. Secondo gli scritti dello storico Erodoto, i Cari provenivano da Creta. Si stabilirono qui, nell'attuale provincia di Muğla, e utilizzarono il porto naturale come base navale per le loro incursioni contro i Fenici a Rodi e nelle altre isole del Mar Egeo. Nel 138 a.C., Attalo III, re di Pergamo, cedette Physkos a Roma. Da quel momento in poi, la città fu sotto il controllo dei generali romani a Rodi.
Nel 1425 fu conquistata dall'Impero Ottomano. Il castello fu costruito nel 1522 per un progetto di campagna a Rodi.
Secondo una leggenda locale, il nome della città significa "Quattro Architetti Impiccati". Deriva dalla storia dell'origine del castello. Nel 1522, dopo la vittoria su Rodi, l'allora sultano Solimano il Magnifico ordinò ai suoi quattro architetti di costruire un castello. Il risultato fu un castello relativamente piccolo, che fece talmente infuriare il sultano che, al ritorno da una spedizione a Rodi, si dice abbia esclamato "Mimar äs!" alla vista del forte, che significa "impiccate gli architetti"! Tuttavia, non esiste alcuna fonte documentata al riguardo.
Nel 1958, Marmaris fu quasi completamente distrutta da un terremoto. La fortezza di Marmaris Kalesi, uno dei pochi edifici storici, non ha subito danni. Le case a graticcio della città vecchia sono raggruppate in strette vie intorno alla fortezza medievale. Sono tutti monumenti tutelati.
Nel 2009, Marmaris è stata una tappa del Giro di Turchia.

## Amministrazione
Il distretto (o Kaza come predecessore) esisteva già prima dell'istituzione della Repubblica turca. Al primo censimento dell'ottobre 1927, furono registrati 11.477 abitanti in 24 villaggi che coprivano un'area di 1.450 km², di cui 2.066 nella sede amministrativa di Mermeris (ortografia dell'epoca, basata sul francese).
(Fino alla fine del 2012, la contea era composta da cinque municipalità urbane (Armutalan, Beldibi, Bozburun, İçmeler e Turunç) e 13 villaggi (Köy) in due Bucak oltre alla città della contea, che sono stati trasformati in Mahalle (quartieri/distretti) durante la riforma amministrativa del 2013/2014. Le sette mahalle esistenti della città distrettuale rimasero invariate, mentre le 14 mahalle delle altre cinque belediye sopra menzionate furono unite e fuse in una mahalle ciascuna. Con il declassamento di questi belediye e villaggi a mahalle, il loro numero è aumentato a 25. Sono guidati da un muhtar come funzionario principale.
Alla fine del 2020, una media di 3.834 persone viveva in ogni mahalle, Armutalan Mah. (22.805) e Beldibi Mah. (11.139 abitanti) sono i due più popolosi.

### Gemellaggi
- Fürth
- Jinan[1], Cina
- Ordu[2], Turchia
- Ashkelon[3], Israele
- Dzerzhinsky, Russia[4]